# 张盛好
张盛好（1977年10月18日—）是一名韩国男子棒球运动员。他在2000年悉尼夏季奥林匹克运动会中，参加了男子棒球比赛并为韩国队获得男子团体铜牌。他也参加了两届亚运，共获得一枚金牌和一枚铜牌。

## 外部連結
- 张盛好在韓國職棒（打者）（英语）
- 张盛好在Baseball-Reference.com（小聯盟以及海外聯盟）（英语）
- 张盛好在Olympics.com（英语）
- 张盛好在Olympedia（英语）